# Kuolema Tekee Taiteilijan
Kuolema Tekee Taiteilijan is de derde single van het album Once van de Finse symfonische metalband Nightwish. Het is uitgebracht op 24 november 2004 door Spinefarm Records, samen met de platinum editie van het album Once. "Kuolema tekee taiteilijan" is Fins en betekent "Dood maakt een artiest". De single is nooit buiten Japan en Finland uitgebracht.

## Tracklist
1. Kuolema Tekee Taiteilijan
2. Creek Mary's Blood (orkestrale instrumentale versie)
3. Symphony of Destruction (live Megadeth cover)
4. Where Were You Last Night (alleen in Japan)
5. Wish I Had an Angel (Demo) (alleen in Japan)
6. Ghost Love Score (orkestrale versie) (alleen in Japan)